# Sankt Martin im Innkreis
Sankt Martin im Innkreis är en köpingskommun i distriktet Ried im Innkreis i förbundslandet Oberösterreich i norra Österrike.  Sankt Martin im Innkreis omnämns för första gången i ett dokument från år 1084. Centralorten Sankt Martin består av orterna Diesseits och Jenseits. 
Kommunen har 2 228 invånare (2024) och består av åtta orter (Ortschaften) (inom parentes invånarantal 1 januari 2024):

- Breitenaich (260)
- Diesseits (1 340)
- Hofing (5)
- Hötzlarn (39)
- Jenseits (373)
- Karchham (57)
- Koblstadt (95)
- Sindhöring (59)